# Ли Сун Ок
Ли Сун Ок (родилась в 1947 г.) — известная перебежчица из Северной Кореи.

## Биография
Родилась в 1947 году.
После побега со своим сыном в Южную Корею в 1996 году через Китай она посвятила свою жизнь разоблачению многочисленных злодеяний правительства Северной Кореи. Она изложила воспоминания о своей жизни в этой стране и 6-летнем заточении в концлагере рядом с городом Кэчхон, куда она попала по ложным обвинениям. Её автобиографические мемуары называются «Глаза бесхвостых животных: тюремные воспоминания северокорейской женщины». Она выступала перед Конгрессом США, в ООН и церквях по всему миру, свидетельствуя о как минимум 6 000 политзаключённых только в её концлагере.
По словам свидетельницы:
1. около 2 миллионов человек умерло от голода в Северной Корее за прошедшее десятилетие;

2. около 200 000 политзаключённых находятся в концлагерях;

3. правительство КНДР распоряжается жизнями своих граждан по своему неограниченному произволу, что отражено даже в официальном лозунге «Партия пожелала — мы выполним»;

4. одна из основных целей правительства — воссоединение двух Корей под властью коммунистического режима;

5. Северная Корея — страна государственного атеизма, в которой существует государственная квази-религия — чучхе. Последователями этой идеологии, превратившейся в религию, обязаны быть все граждане, и им полагается верить, что Ким Ир Сен и Ким Чен Ир — божества и заслуживают поклонения, молитв, чести, власти и славы. Любые мнения, противоречащие этим символам веры, запрещены и караются смертью;

6. согласно Newsweek International, Северная Корея — страна, в которой больше других нарушаются права человека;

7. гражданам промывают мозги, утверждая, что страна, в которой они живут, — рай на земле, а жители других стран существуют в условиях непрекращающегося несчастья и страданий.
Сун Ок стала инвалидом вследствие пыток, которым она подвергалась более года, включая пытки водой, но не только. Ли утверждает, что за время своего нахождения в лагере она стала свидетелем насильственных абортов, случаев изнасилования, детоубийств, публичных смертных казней, испытаний биологического оружия на заключённых, крайнего недоедания (хотя по другим сообщениям, это свойственно всем районам Северной Кореи) и других самых различных форм бесчеловечных условий. Доподлинно неизвестна причина её освобождения из-под стражи, хотя Ли считает, что те же чиновники, что были ответственны за помещение её в тюрьму, были репрессированы сами, и в результате некоторые из их прежних жертв были «показательно» отпущены (подобно «показательной» серии освобождений, последовавшей в СССР в 1938 году после ареста Ежова). Она написала несколько писем с протестами в то время ещё правившему президенту Ким Ир Сену о жестоком обращении с ней в лагере (поступок почти беспрецедентный), но не получила ответа, но получила жёсткое предупреждение от властей о «последствиях», если она продолжит писать подобные письма. Ей удалось воссоединиться с сыном и вскоре бежать из страны. Позже она обратилась в христианство. Муж Ли «исчез» в период её заточения и с тех пор она не смогла найти сведений о нём.
В настоящее время[когда?] проживает в Южной Корее.